# رالف ارين
رالف ارين هو فلاح وسياسي كندي، ولد في 4 مارس 1882 في كندا، وتوفي في 6 مايو 1954 في كندا. حزبياً، نشط في الحزب الليبرالي الكندي. وقد انتخب عضو برلمان مقاطعة أونتاريو وانتخب عضو مجلس العموم الكندي.